# Jozefovits Ferenc
Jozefovits Ferenc, Jozefovics (Borosjenő, 1923. július 19. – 1997. június 22.) erdélyi magyar tüdőgyógyász, orvosi szakíró, egyetemi oktató.

## Életútja
Középiskolai tanulmányait Aradon és Temesvárt végezte, oklevelét a marosvásárhelyi OGYI-ban szerezte (1949). A marosvásárhelyi Tüdőklinikán főorvos, egyetemi adjunktusi minőségben megbízott magyar nyelvű előadó. Az orvostudományok doktora (1971).
Szakdolgozatai itthon az Orvosi Szemle, Ftiziologie, Pediatrie, Párizsban a Journal Français de Medicine et Chirurgie Thoracique hasábjain jelentek meg. A tuberkulózis oltásos és gyógyszeres kezelésével, a gyermekgümőkór kérdéseivel, a tüdőtuberkulózis korszerű gyógyításával s a tüdőkórtan több más kérdésével foglalkozik. Zeno Barbuval együtt szerkesztette a Fiziológiai jegyzet magyar nyelvű két kiadását (Marosvásárhely, 1952, 1977). 1985-ben vonult nyugdíjba.